# Hugo Almeida
Hugo Miguel Pereira de Almeida (wym. [ˈuɣu alˈmɛidɐ]; ur. 23 maja 1984 w Figueira da Foz) – portugalski piłkarz występujący na pozycji napastnika, reprezentant Portugalii.

## Kariera klubowa
Wychowanek FC Porto, w swoim macierzystym klubie nigdy nie odegrał znaczącej roli i wielokrotnie wypożyczany był do innych zespołów takich jak União Leiria, Boavista FC czy Werder Brema. Jego talent na dobre rozwinął się w niemieckim klubie, który po roku wypożyczenia wykupił go na stałe. W swoim drugim sezonie w barwach ekipy z Bremy został wicemistrzem Niemiec, a w sezonie 2008/2009 dotarł ze swoim zespołem aż do finału Pucharu UEFA w którym jednak nie mógł wystąpić ze względu na żółtą kartkę otrzymaną w rewanżowym meczu półfinałowym przeciwko Hamburger SV.
W grudniu 2010 roku, gdy do końca kontraktu pozostawało pół roku niemiecki zespół postanowił sprzedać swojego snajpera za 2 miliony Euro do Beşiktaşu. W Turcji występował przez kolejne cztery sezony dopisując do swoich tytułów Puchar Turcji w sezonie 2010/11. Po wygaśnięciu kontraktu w Turcji, Almeida trafił do zespołu Serie A - Cesena. Od tego czasu przestał strzelać bramki z taką regularnością jak w Niemczech czy w Turcji. Potem kolejno występował jeszcze w Kubani Krasnodar, Anży Machaczkała, Hannover 96, AEK Ateny oraz Hajduk Split, jednak w żadnym z tych klubów nie występował dłużej niż przez jeden rok.
Ostatecznie latem 2018 roku po 12 latach gry za granicą zdecydował się na powrót do ligi portugalskiej i dołączył do zespołu Académica Coimbra.